# Dolmen de Aizkomendi
Le dolmen de Aizkomendi est un dolmen situé dans la plaine de Salvatierra, dans la commune de San Millán-Donemiliaga, province d'Alava, dans la communauté autonome du Pays basque en Espagne.

## Description
Le dolmen a été découvert en 1831. Confiné dans un grand tumulus, sa partie centrale comportait une chambre recouverte d'une dalle énorme et qui, une fois déblayée, avait encore une galerie ou un « chemin de ronde » dans sa partie orientale.
En 1833, Pedro Andres Zabala, maire de Salvatierra, décrivit le dolmen comme suit: « Sa concavité, de 13 pieds de longueur et 10 pieds de largeur, contenait dans son domaine des os et des têtes de mort jusqu'à cinq pieds de hauteur depuis son pavé, les têtes étaient placées vers le levant (Est) et les pieds vert le couchant (Ouest)... L'entrée Est de ce sépulcre commence à plus ou moins 20 pieds, avec un chemin couvert de quatre pieds de large et quatre de hauteur... À proche distance de ce chemin, se trouve de la terre qui semble brûlée... Les têtes de mort et les os trouvés dans le sépulcre indiquent une taille d'homme normale... sans que l'on sache s'il s'agit de femmes ou d'enfants. »

## Folklore
Aizkomendi signifie Pierre de montagne en basque. Dans la tradition basque, peu de dolmens disposent d'un nom propre. Selon les traditions locales, leur construction est associée aux sorcières. Le fameux dolmen de Sorginetxe qui signifie maison de la sorcière en est un autre exemple. Dès lors qu'ils ont été identifiés comme étant des monuments funéraires édifiés au Néolithique, ils ont été rebaptisés par intégration du toponyme de leur site d'implantation. Ainsi, en 1831, le dolmen d'Aizkomendi a été baptisé dolmen d'Eguilaz.